# Hochkreuz (Wegekreuz in Bonn)

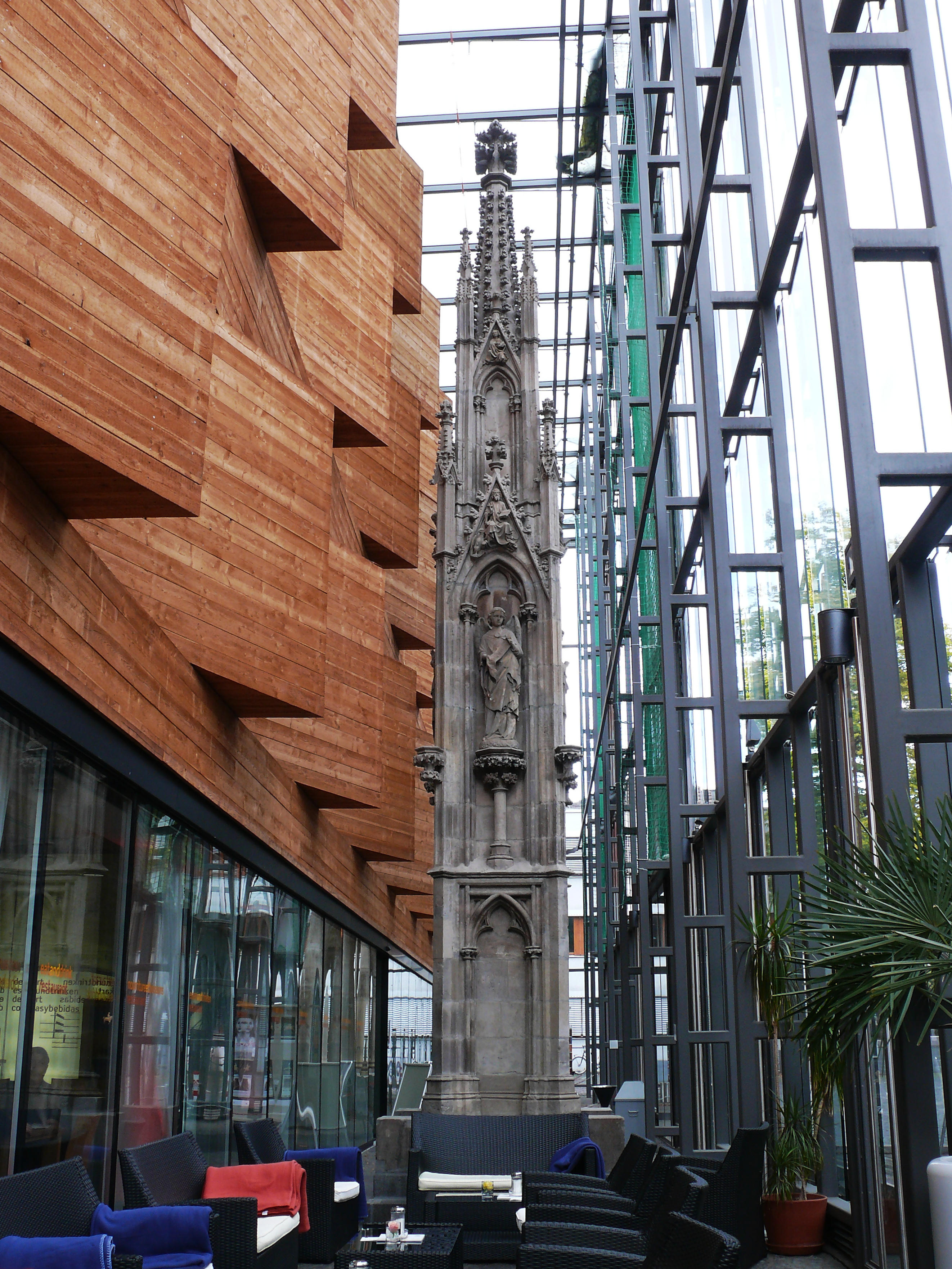
Das originale Hochkreuz im Rheinischen Landesmuseum

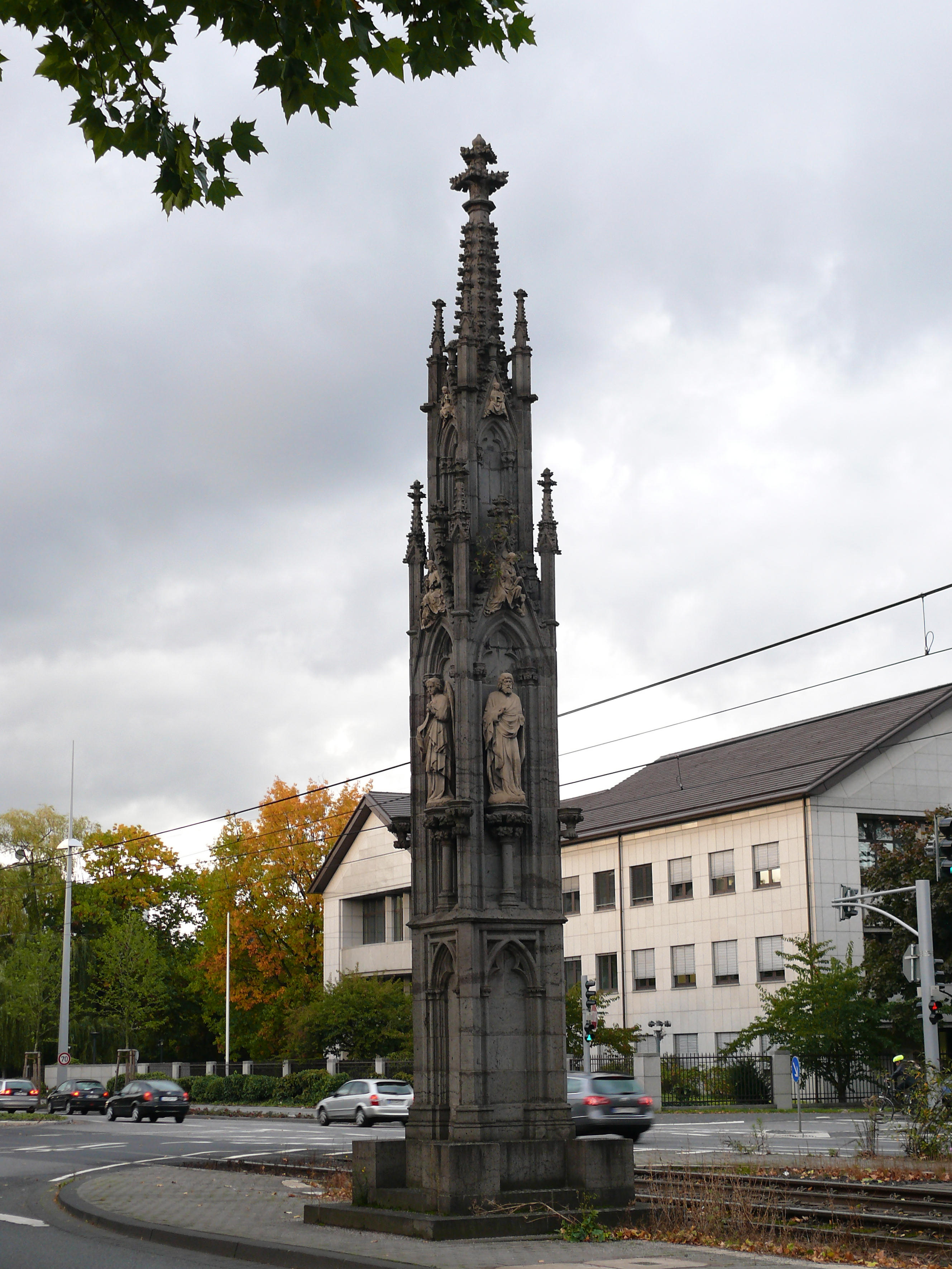
Das Hochkreuz an der Bundesstraße 9

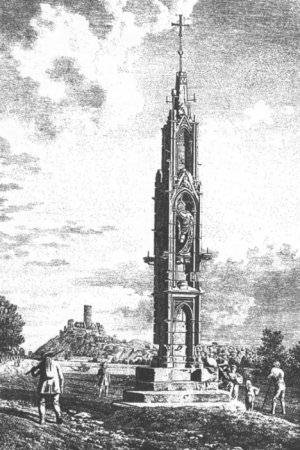
Das Hochkreuz auf einer Lithographie vor der Wiederherstellung von 1859

Das Hochkreuz ist ein Wegekreuz im Bonner Stadtbezirk Bad Godesberg an der Godesberger Allee (Bundesstraße 9), zwischen den Ortsteilen Friesdorf und Hochkreuz.

## Geschichte
In der Literatur findet man Hinweise, dass das Wegekreuz um 1340 vom Kölner Erzbischof Walram von Jülich (1332–1349) oder um 1360 von Erzbischof Wilhelm von Gennep (1349–1362) gestiftet wurde, durch die Dombauhütte Köln im gotischen Stil ausgeführt und an der Landstraße zwischen Bonn und Bad Godesberg aufgestellt wurde. Eine neue Studie kommt zu dem Schluss, dass es um 1360 von Wilhelm von Gennep in Auftrag gegeben wurde und mit dem Fest der 200-jährigen Translation der Gebeine der Hl. Drei Könige nach Köln und dem Ausbau der Westfassade des Kölner Domes in engem Zusammenhang steht.
Mit Aufkommen der Rheinromantik gegen Ende des 18. Jahrhunderts wurde das Hochkreuz zu einer vielbesuchten Attraktion für Rheinreisende. In zahlreichen Stichen und Lithografien abgebildet, erschien das Hochkreuz in hohen Auflagen und wurde so zur Sehenswürdigkeit, symbolisierte es auf augenfällige Weise die gotische Baukunst. Schwere Beschädigungen, die im Laufe der Jahrhunderte entstanden, sowie das neue romantische Interesse an der Gotik, führten 1859 zu einer umfangreichen Wiederherstellung des Denkmals nach Plänen des Kölner Dombaumeisters Ernst Friedrich Zwirner. Ein Kreuz, das sich bis zur Wiederherstellung auf der Spitze der Stele befunden hatte, wurde zugunsten einer gotischen Kreuzblume nicht mehr ausgeführt. Die großen Figuren in den Sockelnischen, Christus, Johannes der Täufer und zwei Engel, wurden durch die Dombildhauer Christian Mohr und Peter Fuchs erneuert.
Der Ausbau der alten Landstraße nach Bad Godesberg zur Bundesstraße im Jahr 1957 erforderte eine Versetzung des Wegekreuzes um etwa 50 Meter in südliche Richtung.
1979 wurde das Bauwerk erneut abgebaut, restauriert und 1981 im Eingangsbereich des Rheinischen Landesmuseums Bonn wieder aufgestellt. An der heutigen Stadtbahnhaltestelle „Hochkreuz“ steht seitdem eine maßstabsgetreue Nachbildung des Denkmals. Das Museum zeigt in seiner Dauerausstellung auch ein Aquarell William Turners vom Hochkreuz, das auf seiner Rheinreise 1817 entstanden ist.

## Ähnliche Säulen
Eine gewisse Ähnlichkeit mit dem Bonner Hochkreuz haben die beiden Spinnerin am Kreuz genannten Säulen in Wien (Spinnerin am Kreuz (Wien)) und in Wiener Neustadt (Spinnerin am Kreuz (Wiener Neustadt)) sowie das Hochkreuz in Frauwüllesheim, die Predigtsäule und die Wegsäule beim Jakobstor, die eines der Denkmäler in der Fürst-Anselm-Allee in Regensburg ist. Das Bonner Hochkreuz zeigt im Aufbau einige Verwandtschaft mit dem Xantener Hochkreuz.

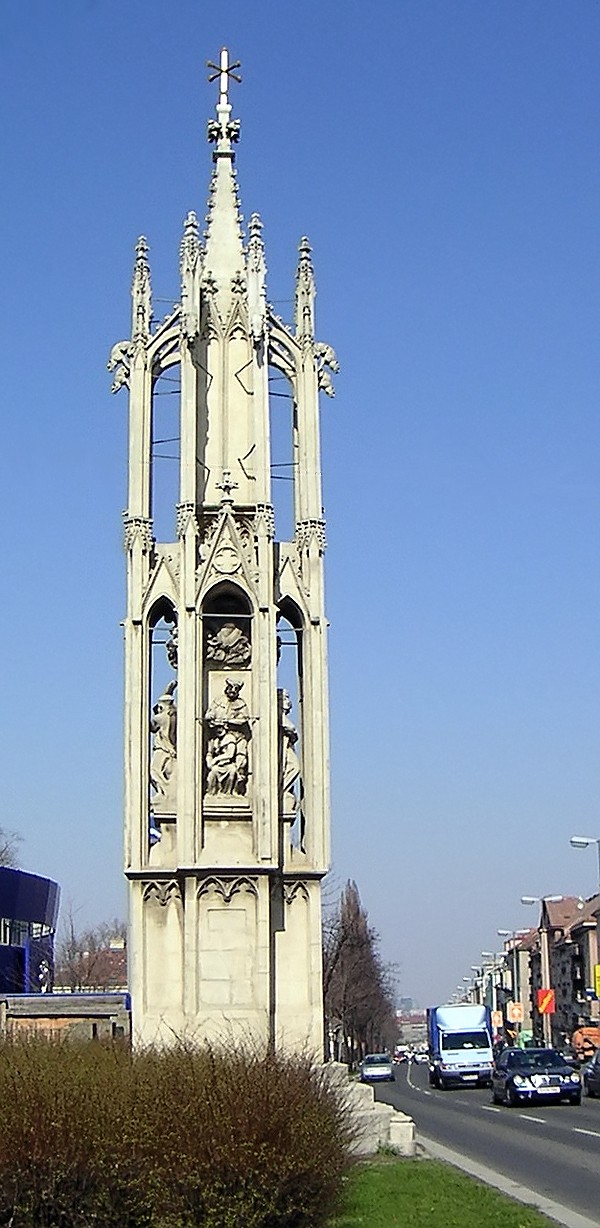
Spinnerin am Kreuz in Wien
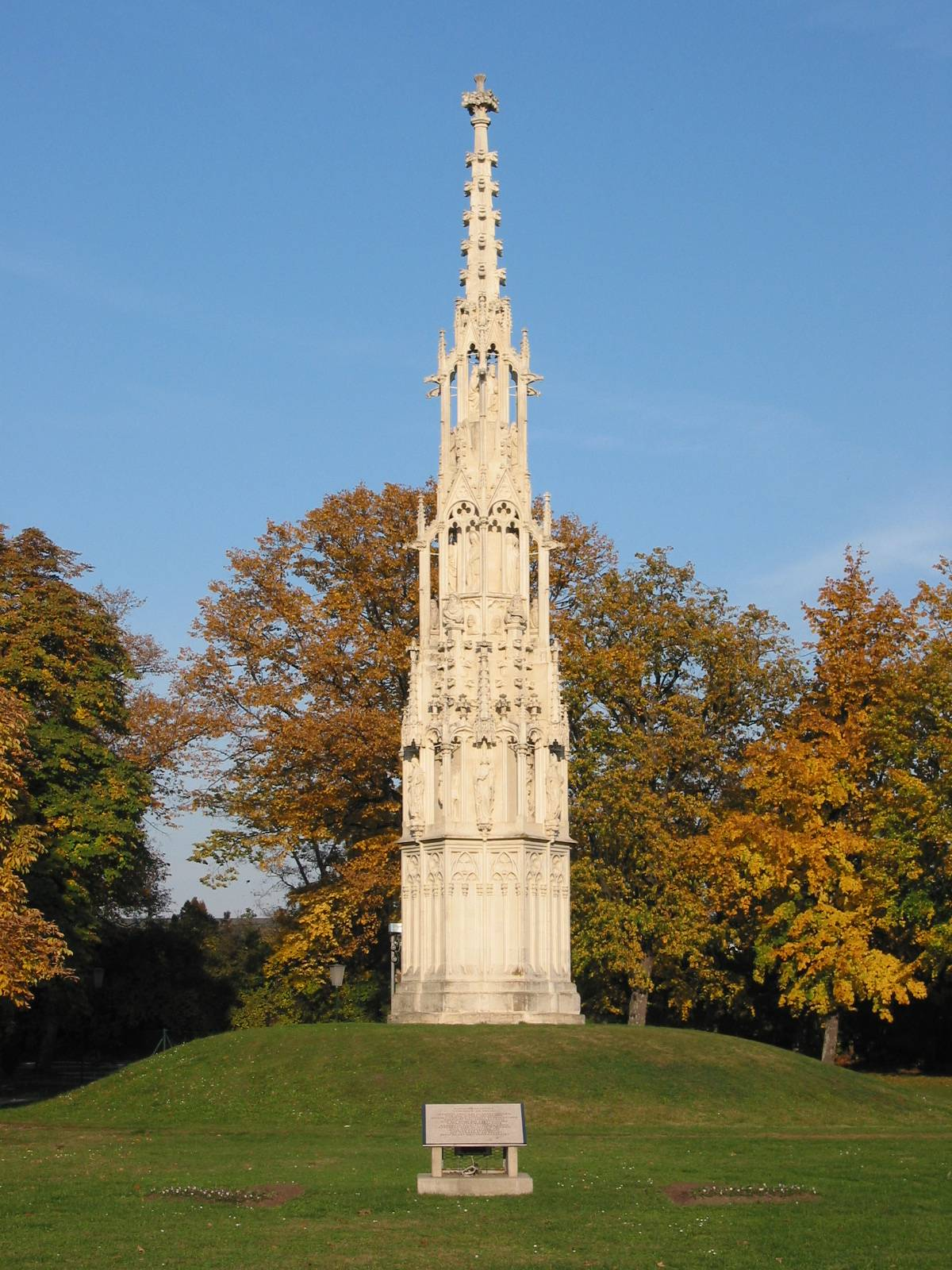
Spinnerin am Kreuz in Wiener Neustadt
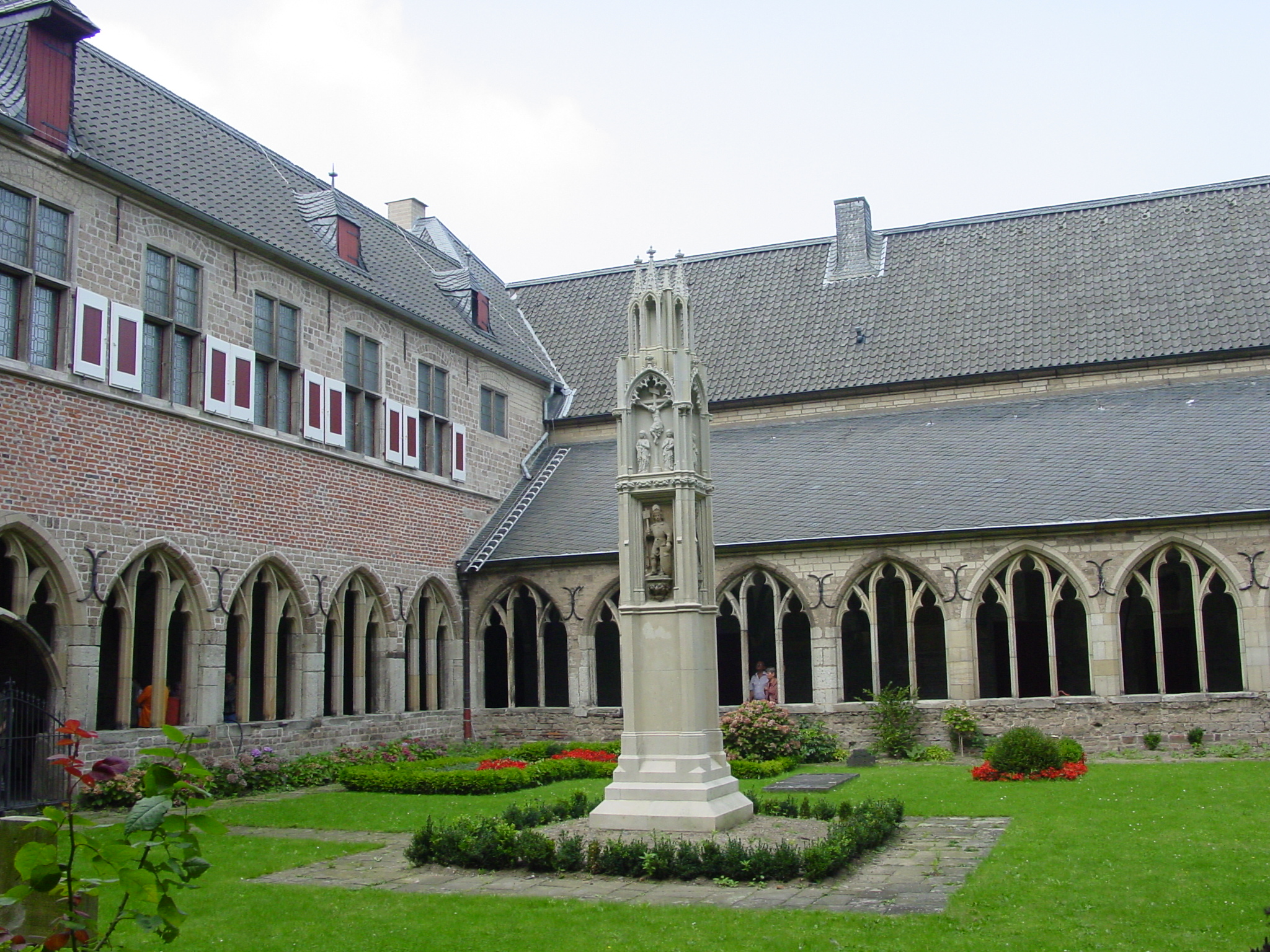
Das Hochkreuz im Kreuzgang von St. Viktor in Xanten
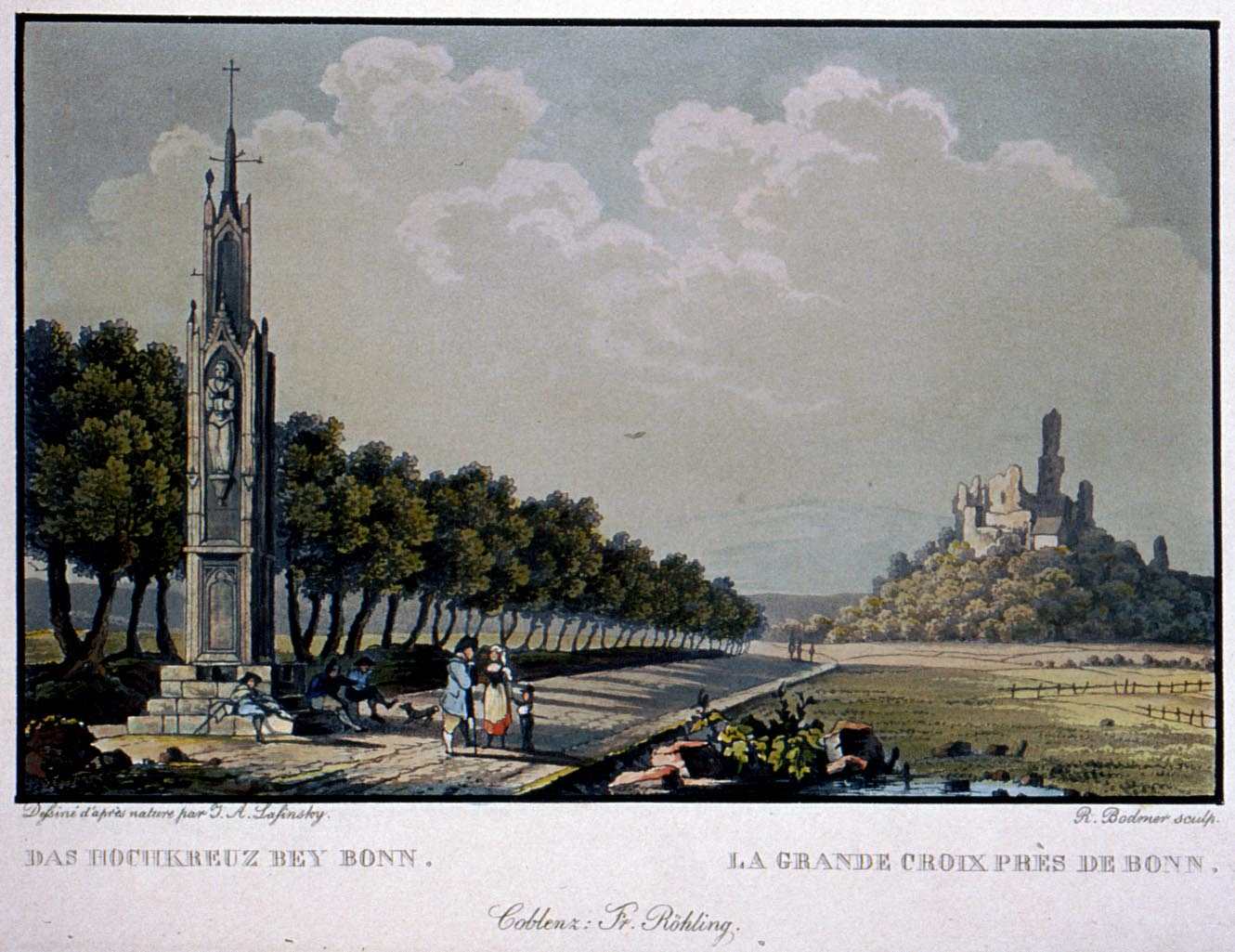
Das Hochkreuz, Stich von Rudolf Bodmer